# Gmina Wojsławice
Die Gmina Wojsławice ist eine Landgemeinde im Powiat Chełmski der Woiwodschaft Lublin in Polen. Ihr Sitz ist das gleichnamige Dorf.

## Gliederung
Zur Landgemeinde Wojsławice gehören folgende Ortschaften mit einem Schulzenamt:
Czarnołozy
Huta
Krasne
Kukawka
Majdan
Majdan Kukawiecki
Majdan Ostrowski
Nowy Majdan
Ostrów
Ostrów-Kolonia
Partyzancka Kolonia
Putnowice-Kolonia
Putnowice Wielkie
Rozięcin
Stadarnia
Stary Majdan
Trościanka
Turowiec
Witoldów
Wojsławice (5 sołectw)
Wojsławice-Kolonia
Wólka Putnowicka
Weitere Orte der Gemeinde sind:
Bronisławka
Budka
Cztery Słupy
Góra Blachowa
Góra Łosiów
Góra Pudełkowa
Kaluszki
Korytyna
Majdanek
Pohulanka
Popławy
Przecinek
Strona
Tartak
Zadebra

## Geschichte
Im Sitz der Gemeinde wurde im Jahr 2021 in einem Hinterhof ein Massengrab aus der Zeit der Judenvernichtung unter den Nationalsozialisten entdeckt worden. In dem Grab wurden sterbliche Überreste von 60 Juden gefunden, darunter 20 Kinder. An der Stätte soll ein Mahnmal für die dort getöteten Juden entstehen.